# Cacuaco
Cacuaco é uma cidade e município da província de Luanda em Angola. Limita-se a norte com o município de Panguila e com o Oceano Atlântico, a leste com o município de Sequele, a sul com o município de Mulenvos e a oeste com os municípios de Cazenga e Hoji-ya-Henda.
Segundo as projeções populacionais de 2018, elaboradas pelo Instituto Nacional de Estatística, contava com uma população de 1 237 477 habitantes e área territorial de 571 km².
Além da comuna-sede, que possui também o nome de Cacuaco, compõe-se da comuna de Quicolo. Anteriormente seu território continha a comuna de Funda.

## Etimologia
O termo "Cacuaco" é um nome de origem quimbunda. Viria da palavra bwakwaku ou lukwacu que significa "mão". Segundo a tradição histórica, no século XVI, o angola quiluanje Quilombo Quiacasenda do Reino do Dongo, afastando-se da presença portuguesa em Luanda, teve que parar para descansar após a Fortaleza de São Pedro da Barra de Luanda. Ao levantar-se do lugar onde descansava cresceu uma mulemba onde estava apoiada sua mão. Foi atribuído que a mulemba tinha poderes curativos para soldados doentes e feridos. Tal "mulemba-cacuaco" (figueira-africana da mão do rei), existente nos limites do Cacuaco, passou a designar aquela região.

## História
Os registros de 1936 atestam que a localidade de Cacuaco era uma pequena vila de pescadores. Os registros atestam porém que o reino do Dongo já a tinha como importante localidade do comércio pesqueiro pelo menos desde o século XVI.
Foi elevada a circuncrição por diploma legislativo em 21 de junho de 1940, mas só ganhou câmara municipal pela portaria n.º 14.061, de 13 de dezembro de 1965, quando o posto administrativo de Cacuaco foi desanexado do concelho de Viana, passando a constituir um novo concelho.
Na década de 1970 gradualmente passou a ser mais visada para fins habitacionais a partir da expansão urbana de Luanda — de 1950 a 1980 —, principalmente abrigando (juntamente com Cazenga) a leva populacional do êxodo rural e dos refugiados de guerra, que trouxe migrandes vindos de outras zonas angolanas.
A famosa batalha de Quifangondo, definidora da independência angolana, ocorrida em novembro de 1975, ocorreu em Quifangondo, um dos distritos urbanos do município.
Em 1975, no âmbito da independência angolana e da reforma territorial do novo país, a província de Luanda ficou restrita à três municípios, suprimindo-se a capital Luanda, restando Ingombota, Viana e Cacuaco. A soma dos três municípios formava a área da "cidade de Luanda". Em 1976, com a subdivisão de Ingombota para formar Quilamba Quiaxi, o território cacuacoense deixou de ser um dos componentes da cidade de Luanda, voltando a ser cidade de Cacuaco.
Em fevereiro de 1996, o município do Cacuaco geminou-se com o município de Alcobaça, em Portugal, em acto assinado pelo administrador municipal de Cacuaco, Bonifácio do Espírito Santo, e pelo presidente da câmara municipal de Alcobaça, Miguel Guerra, em cerimônia testemunhada pelo então governador provincial de Luanda Justino Fernandes.
O município estave em estado de alerta epidêmico em 2005, quando a Organização Mundial da Saúde (OMS) descobriu e divulgou casos locais do vírus de Marburg. O governo angolano e a OMS conseguiram controlar o virus.

## Geografia
A maior parte do território litorâneo do município está inserido na proteção litorânea da enseada do Cacuaco (ou do Bengo), área riquíssima para pesca marítima.
O rio Bengo serve limite da extremidade do município do Cacuaco. O mesmo rio é também sua principal fonte de água doce. Outro curso de água que corta terras cacuacoenses é o rio Mulenvos (ou rio Seco dos Mulenvos).
A malha urbana possui uma grande quantidade de assentamentos precários em cabanas de lonas plásticas ou à base de latas e madeira reaproveitada, os chamados musseques. A maior favela cacuacoense, o bairro de Paraíso, possuía 180.000 habitantes.

## Economia
O município tem perfil industrial graças à proximidade ao porto de Luanda e ao porto do Dande.
Serviços turísticos voltados para as praias da enseada do Cacuaco também geram forte renda para a população. A mesma enseada é área riquíssima para pesca marítima.
Acolhe semanalmente a Feira da Beringela, uma feira de produtos agrícolas e pecuários.

## Infraestrutura
O município é ligado ao território nacional pelas rodovias EN-100, EN-110 e EN-225. É conectada com as demais cidades da província pela Via Expressa Fidel Castro.
Nas instituições de ensino superior, o municipio de Cacuaco sedia o Instituto de Formação de Finanças Públicas (INFORFIP), possui campus do Instituto Superior de Angola (ISA) e do Instituto Superior Politécnico Intercontinental de Luanda (ISPIL), além de um núcleo do Instituto Superior Internacional de Angola (ISIA). Anteriormente possuía uma unidade da Universidade Metodista de Angola.

## Cultura e lazer
Cacuaco é conhecida pela sua festa cultural-religiosa em honra ao padroeiro da cidade, São João Baptista, onde se realiza uma procissão ao mar todos os meses de junho desde 1948.
Gradualmente, a partir da independência nacional, tornou-se um popular destino de lazer entre os moradores da província luandina por causa de suas praias de areia branca que margeiam a enseada do Cacuaco.
Além disso, as tradições festivas cacuacoenses reúnem toneios de quiela e da arte marcial tradicional angolana bassula. Os eventos ainda tem música e diversos pratos típicos da culinária local e regional — mutombo, quiteba, quixiluanda, quipico e o cacusso.
O marco arquitetônico que define a localidade é o busto de António Moreira, o primeiro soba local, junto ao Mercado Municipal.